# 1785
1785 (MDCCLXXXV) fue un año común comenzado en sábado según el calendario gregoriano.

## Acontecimientos
- 7 de enero: el francés Jean Pierre Blanchard y el estadounidense John Jeffries viajan de Dover (Inglaterra) a Calais (Francia) en globo aerostático, siendo los primeros en atravesar el canal de la Mancha por aire.
- 22 de enero: en Cartagena (España) es botado el navío San Ildefonso.
- 10 de marzo: El famoso compositor Mozart termina una de sus obras musicales más conocidas, el Concierto para piano n.º 21, que fue presentada en el Teatro de la Corte Imperial y Real de Viena.
- 22 de marzo: El conde de Floridablanca solicita, de todos los intendentes, una puntual relación de todas las jurisdicciones inferiores y lugares de su intendencia para realizar el primer censo español.
- 29 de marzo: Se funda la Universidad de Los Andes en la ciudad de Mérida, Venezuela.
- 28 de mayo: Carlos III de España aprueba los nuevos modelos de pabellón nacional y civil español, que acabarían por sentar las bases para la moderna bandera de España.
- 12 de julio: un fuerte terremoto destruye gran parte de la ciudad de Santa Fe de Bogotá y otros lugares del entonces Virreinato de la Nueva Granada, actual Colombia.
- 17 de julio: Se funda The Travis Trading Holding Company en la ciudad de Londres Inglaterra, está compañía llegaría a ser una de las mayores empresas mercantiles de la historia, hoy en día funciona bajo el nombre de Hannover Group.
- 17 de septiembre: Se crea la Intendencia de San Salvador por real cédula de Carlos III de España, nombrando a la Ciudad de San Salvador como su capital. Esta fue la primera intendencia creada dentro del Reino de Guatemala en el contexto del reformismo borbónico. Posterior a la Independencia de Centroamérica, esta intendencica con la unión de la Alcaldía Mayor de Sonsonate a su territorio llegarían a constituir la actual República de El Salvador.

## Ciencia y tecnología
- Leyes de Coulomb.
- Construcción del primer telar mecánico.

## Arte y literatura
- El filósofo prusiano Kant publica Fundamentación de la metafísica de las costumbres.
- El Marqués de Sade termina de escribir Los 120 días de Sodoma mientras está prisionero en La Bastilla.[1]
- El famoso compositor Mozart termina una de sus obras musicales (Concerto para piano n.o. 21)

## Nacimientos
- 4 de enero: Jakob Grimm, cuentista, investigador del idioma y mitólogo alemán. (f. 1863)
- 8 de febrero: Martín Miguel de Güemes, militar argentino. (f. 1821)
- 12 de febrero: Pierre Louis Dulong, químico francés. (f. 1838)
- 27 de febrero: Manuel Rodríguez Erdoíza, abogado, político y militar chileno. (f. 1818)
- 7 de marzo: Alessandro Manzoni, escritor italiano. (f. 1873)
- 22 de marzo: Adam Sedgwick, geólogo británico. (f. 1873).
- 27 de marzo: Luis Carlos, delfín de Francia. (f. 1795)
- 3 de mayo: Vicente López y Planes, escritor y político argentino, creador del Himno Nacional Argentino. (f. 1856).
- 30 de mayo: Antonio Remón Zarco del Valle y Huet, ingeniero y militar español. (f. 1866)
- 15 de agosto: Thomas de Quincey, periodista, crítico y escritor británico. (f. 1859)
- 27 de agosto: Agustín Gamarra, político y militar peruano, Presidente del Perú (f. 1841).
- 15 de octubre: José Miguel Carrera, político y militar chileno. (f. 1821)

## Fallecimientos
- 3 de enero: Baldassare Galuppi, compositor italiano. (n. 1706).
- 8 de mayo: Étienne François Choiseul, diplomático y político francés. (n. 1719).
- 30 de junio: James Oglethorpe, militar británico. (n. 1696).
- 18 de noviembre: Luis Felipe I de Orleans, Duque de Orleans. (n. 1725).
- 29 de diciembre: Johan Herman Wessel, autor noruego (n. 1742).